# Eilema punctistriata
Eilema punctistriata là một loài bướm đêm thuộc phân họ Arctiinae, họ Erebidae.